# Frank Fahey
Frank Fahey (né le 6 juin 1951) est un promoteur immobilier irlandais et homme politique du Fianna Fáil qui est ministre de la Marine et des Ressources naturelles de 2000 à 2002 et ministre d'État dans divers postes. Il est Teachta Dála (TD) pour la circonscription de Galway West de 1982 à 1992 et de 1997 à 2011. Il est sénateur du Panel du travail de 1993 à 1997.

## Jeunesse
Frank Fahey est né en juin 1951 à Galway. Il fait ses études au St Mary's College, au Our Lady's College et à l'University College Galway. Il est professeur d'école avant de se lancer en politique.

## Carrière politique
Fahey est élu pour la première fois au Dáil Éireann lors des élections générales de février 1982. En 1987, il est nommé par le gouvernement de Charles Haughey au poste de ministre d'État au ministère de l'Éducation chargé de la Jeunesse et des Sports. Il est reconduit dans ses fonctions en juillet 1989, avec des responsabilités supplémentaires en tant que ministre d'État au ministère du Tourisme et des Transports à partir de septembre 1989. Il n'est pas retenu comme ministre lorsqu'Albert Reynolds arrive au pouvoir en février 1992.
Il perd son siège au Dáil aux élections générales de 1992 et est nommé au Seanad Éireann, servant dans le 20e Seanad jusqu'en 1997. Il revient au Dáil lors des élections générales de 1997 et dans le nouveau gouvernement de Bertie Ahern, il est nommé ministre d'État au ministère de la Santé et de l'Enfance, avec la responsabilité de ministre d'État à l'Enfance. Ce poste est élargi en 1998 avec des fonctions supplémentaires en tant que ministre d'État au ministère de l'Éducation et des Sciences et au ministère de la Justice, de l'Égalité et de la Réforme du droit. En janvier 2000, il est nommé au cabinet en tant que ministre de la Marine et des Ressources naturelles.
Après la réélection du gouvernement sortant aux élections générales de 2002, Fahey est rétrogradé au poste de ministre d'État au ministère de l'Entreprise, du Commerce et de l'Emploi, chargé des Affaires du travail. Lors d'un remaniement en 2004, il est nommé ministre d'État au ministère de la Justice, de l'Égalité et de la Réforme législative, chargé de l'Égalité.
Il est réélu aux élections générales de 2007 mais n'est nommé à aucun poste ministériel. Il est cependant nommé à la tête de la commission mixte de l'Oireachtas sur les transports.
Les élections générales de 2011 sont désastreuses pour le Fianna Fáil  et Fahey perd son siège.